# Еллісон Шмітт
Еллісон Шмітт  (англ. Allison Schmitt, 7 червня 1990) — п'ятиразова американська плавчиня, олімпійська чемпіонка та багаторазова олімпійська медалістка.

## Виступи на Олімпіадах
| Олімпіада   | Дисципліна                                        | Місце |
| ----------- | ------------------------------------------------- | ----- |
| Пекін 2008  | плавання на 200 метрів вільним стилем             | 9     |
| Пекін 2008  | естафета 4 × 200 вільним стилем                   | 3     |
| Лондон 2012 | плавання на 200 метрів вільним стилем             | 1     |
| Лондон 2012 | плавання на 400 метрів вільним стилем             | 2     |
| Лондон 2012 | естафета 4 × 100 вільним стилем                   | 3     |
| Лондон 2012 | естафета 4 × 200 вільним стилем                   | 1     |
| Лондон 2012 | комплексна естафета 4 × 100                       | 1     |
| Ріо 2016    | естафета 4х100 вільним стилем (попередні запливи) | 2     |
| Ріо 2016    | естафета 4х200 вільним стилем                     | 1     |